# Disiliciure de tungstène
Le disiliciure de tungstène est un composé chimique de formule WSi2. Il s'agit d'une céramique réfractaire semiconductrice de couleur bleu-gris, obtenue notamment en faisant réagir de l'hexafluorure de tungstène WF6 avec du silane SiH4, du dichlorosilane SiH2Cl2 ou du disilane Si2H6 :
2 SiH4 + WF6 ⟶ WSi2 + 6 HF + H2 ;
2 SiH2Cl2 + WF6 + 3 H2 ⟶ WSi2 + 6 HF + 2 HCl ;
Si2H6 + WF6 ⟶ WSi2 + 6 HF.
Il est utilisé comme matériau de contact dans l'industrie des semiconducteurs, où il est appliqué par dépôt chimique en phase vapeur (CVD).